# José Rondeau
José Casimiro Rondeau (Buenos Aires, 4 maggio 1775 – Montevideo, 18 novembre 1844) è stato un militare e politico argentino.
Partecipò alle guerre d'indipendenza sudamericane. Per due volte assunse la carica di Direttore Supremo delle Province Unite del Río de la Plata. In seguito fu provvisoriamente nominato alla massima carica del nascente stato dell’Uruguay.

## Biografia
Nato a Buenos Aires, si trasferì a Montevideo con la sua famiglia a 17 anni. Qui partecipò nel 1807 alla difesa della città dalle invasioni inglesi, finendo per essere catturato da questi ultimi e portato prigioniero in Gran Bretagna; in seguito alla pace tra Regno Unito e Spagna combatté in seguito i francesi sotto le insegne di Ferdinando VII.
Tornato a Montevideo, passò nelle file degli indipendentisti dopo la Rivoluzione di Maggio; nominato a capo delle operazioni nella Banda Oriental dalla giunta rivoluzionaria di Buenos Aires, guidò l'assedio della città, difesa dai realisti, e la vittoriosa battaglia di Cerrito del 31 dicembre 1812. Dopo una serie di contrasti con José Gervasio Artigas, che portarono quest'ultimo ad abbandonare l'assedio con i suoi seguaci, a pochi giorni dall'inevitabile caduta di Montevideo fu sostituito nel comando dell'esercito da Carlos María de Alvear, uomo di grande influenza politica a Buenos Aires, desideroso di guadagnare titoli militari.

### Il primo Direttorio e la campagna dell'Alto Perù
Messo al comando nel luglio del 1814 dell'Esercito del Nord allo scopo di strappare l'Alto Perù alle forze realiste, José Rondeau apprese nel pieno dei preparativi della caduta dei Direttori Supremi Posadas e Alvear. Quest'ultimo, in particolare, era stato costretto alle dimissioni dopo che un reparto dell'esercito gli si era rivoltato contro al comando del colonnello Ignacio Álvarez Thomas; il cabildo di Buenos Aires nominò Rondeau alla carica di Direttore Supremo ma, trovandosi questi lontano dalla capitale, il giorno seguente nominò come suo sostituto lo stesso Álvarez Thomas.
Rondeau si mosse nell'aprile del 1815 contro l'esercito realista del generale Joaquín de la Pezuela; dopo una prima parziale serie di vittorie occupò Potosí in maggio. Il 29 novembre 1815 fu tuttavia duramente sconfitto a Sipe Sipe e costretto a riparare a Salta in attesa di rinforzi.
Dopo una serie di scontri armati con il governatore di questa provincia, Martín Miguel de Güemes, arrivò ad un accordo, affidando alle truppe di quest'ultimo la difesa dei confini settentrionali. All'inizio del 1816 fu sostituito nel Direttorio e due mesi più tardi dovette lasciare il comando dell'Esercito del Nord a Manuel Belgrano.

### Il secondo Direttorio
La ribellione della provincia di Santa Fe, intanto, aveva provocato la dura reazione del Direttore Supremo Juan Martín de Pueyrredón, che aveva inviato una serie di spedizioni militari, tutte sconfitte. L'ultimo tentativo, portato da Juan José Viamonte, si concluse quando questi decise di accettare un armistizio proposto dal governatore della provincia sollevata, Estanislao López, che sarà la base di un successivo trattato firmato da López e Belgrano nell'aprile del 1819. Il fatto tolse ogni prestigio al governo di Pueyrredón, che si dimise il 9 giugno.
Rondeau fu nominato nuovo Direttore Supremo dal Congresso, che vedeva in lui una persona facilmente manovrabile dai ceti dirigenti della capitale. Consapevole dell'inevitabilità della guerra, ordinò a José de San Martín e a Manuel Belgrano di ritirare i loro eserciti dalle campagne contro i realisti ed intervenire nella guerra civile. Mentre il primo disobbedì apertamente, scavalcando le Ande, il secondo lasciò il comando dell'Esercito del Nord a Francisco Fernández de la Cruz; le truppe però si ammutinarono ad Arequito, rifiutandosi di intervenire contro Santa Fe.
Rimasto solo ad affrontare le truppe irregolari delle province ribelli, guidate da López e da Ramírez, Rondeau fu duramente sconfitto il 1º febbraio 1820 nella battaglia di Cepeda. L'esito dello scontro segnò la fine del Direttorio e del Congresso di Tucumán.

### Gli ultimi anni
Alla nascita dello Stato Orientale dell'Uruguay, sancita dai trattati di pace seguiti alla guerra argentino-brasiliana, Juan Antonio Lavalleja, che era stato fino ad allora il governatore della Provincia Orientale, che occupava il territorio previsto dal nuovo stato, decise di dimettersi. Il 24 novembre 1828 una nuova Assemblea Generale nominò José Rondeau alla carica di governatore provvisorio della nuova entità. Si dimise dall'incarico il 17 aprile 1830.
Dopo aver ricoperto diversi incarichi nei governi di Fructuoso Rivera e Manuel Oribe, Rondeau partecipò alla difesa di Montevideo durante la Guerra Grande. Morì il 18 novembre 1844. I suoi resti sono sepolti nel Panteón Nacional di Montevideo.